# Трібо
Група компаній «Трібо» (англ. Tribo) — один із найбільших східноєвропейських виробників гальмівних систем та фрикційних матеріалів.
Має розвинену мережу виробничих потужностей в Україні та Чехії. Експортує продукцію у більш як 20 країн світу. Головний офіс розташований у місті Біла Церква Київської області.

## Історія
1 липня 1979 року було запущено першу лінію ДП «Білоцерківський завод АТВ». У 1979—1996 роках відбувався розвиток основних виробничих потужностей та освоєння виробництва нових матеріалів і технологій відповідно до потреб галузі.
У 1996 році ДП «Білоцерківський завод АТВ» було перейменовано на ВАТ «Трібо».
З 2003 року компанія пройшла низку державних та міжнародних сертифікацій (ISO 9001:2000, ДСТУ ISO/IEC 17025:2006, ISO/TS 16949:2009, ISO 9001:2008).
У 2005 році було відкрито представництво «Трібо» в Казахстані, а у 2009 налагоджено випуск гальмівних колодок для вантажних та пасажирських вагонів. Підприємство є єдиним виробником цієї продукції в країні.
2008 року у місті Бакстон (Велика Британія) було створено сестринську (дочірню) компанію під назвою TriboRail, що спеціалізується на виробництві гальмівних виробів для залізничного транспорту Європи. У 2010 «Трібо» здійснила ребрендинг компанії та відкрила новий цех для розширення виробництва TriboRail.
У 2013 році, на території заводу «Трібо» у Білій Церкві, було відкрито випробувальні лабораторії «Tribo R&D» та «Євротест». «Tribo R&D» призначена для проведення сертифікаційних стендових випробувань фрикційних виробів. Призначенням лабораторії «Євротест» є випробування гальмівних колодок для комерційної техніки на динамометрі TecSA (Італія). Цього ж року відбулося відкриття нового цеху Tribo Tools з виробництва прес-форм, штампів і технологічної оснастки.
У 2018 році компанія налагодила виробництво стального дроту та фібри, а також пройшла сертифікаційний аудит згідно міжнародного стандарту якості автомобільної промисловості IATF 16949:2016.
Протягом 2018-2019 років завод почав експортувати продукцію до країн Африки.
У 2024 році компанія почала виготовляти гальмівні колодки для легкових авто.

## Продукція

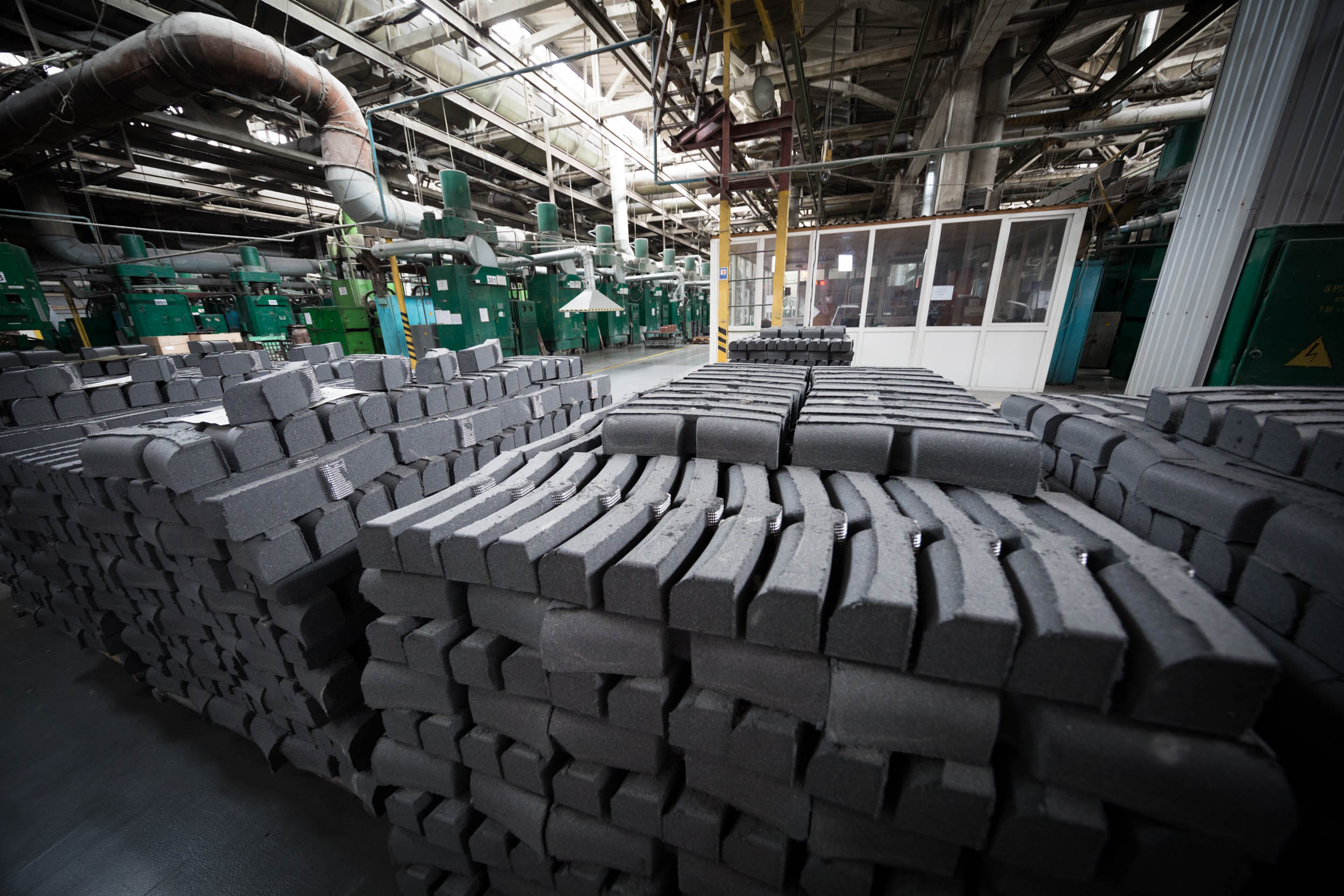
Виробничий цех та продукція заводу «Трібо» у Білій Церкві

Компанія спеціалізується на виробництві гальмівних систем, фрикційних гальмівних виробів та ущільнювальних матеріалів для автомобільної техніки, бурових та шахтних установок, залізничного транспорту і метрополітену, сільськогосподарської техніки українського та імпортного виробництва.
Загальна кількість найменувань, включно з продукцією власного проєктування, складає близько 300 позицій.
Продукція компанії представлена на українському ринку та експортується до Великої Британії, Казахстану, Узбекистану, Грузії, Естонії, Туреччини, Чехії, Молдови, Латвії, Литви та інших країн. Рекомендована, зокрема, до використання на заводах «АвтоКрАЗ», «Ростсільмаш», «ХТЗ», «Південмаш». Продукція "Трібо" є акредитованим постачальником Alstom, Irish Rail та Škoda . Застосовується до оснащення рухомого складу «Укрзалізниці».

## Участь у міжнародних виставках
- Міжнародна виставка промисловості залізничного транспорту InnoTrans (Берлін, Німеччина)[26][27]
- Міжнародна виставка RailTex 2011 (Бірмінгем, Велика Британія)[28]
- Перша міжнародна виставка Rail Expo 2017 (Київ, Україна)[29]

Також «Трібо» бере участь у галузевих наукових конференціях, організовує подібні заходи в Україні. Проводить екскурсії на власне виробництво для студентів і молоді. 

## Відзнаки та нагороди
- 2003 — Диплом кращого підприємства нафтохімічної промисловості України[8]
- 2004 — лауреат Всеукраїнського конкурсу «100 найкращих товарів України»[8]